# Ист-Кембриджшир
Ист-Кембриджшир (Восточный Кембриджшир, англ. East Cambridgeshire) — неметрополитенский район (англ. Non-metropolitan district) в графстве Кембриджшир (Англия). Административный центр — город Или.

## География
Район расположен в восточной части графства Кембриджшир, граничит с графствами Суффолк и Норфолк.

## Состав
В состав района входит 2 города
- Или
- Соэм[англ.]

и 33 общины (англ. Civil parish).